# Alinen Kyynärö
Alinen Kyynärö är en sjö i kommunen Tavastehus i landskapet Egentliga Tavastland i Finland. Sjön ligger 105 meter över havet. Arean är 40 hektar och strandlinjen är 4,94 kilometer lång. Sjön  ingår i Kumo älvs huvudavrinningsområde.   Den ligger omkring 31 km nordöst om Tavastehus och omkring 120 km norr om Helsingfors. 
I sjön finns ön Kyynärönsaari. 